# Forca di Valle

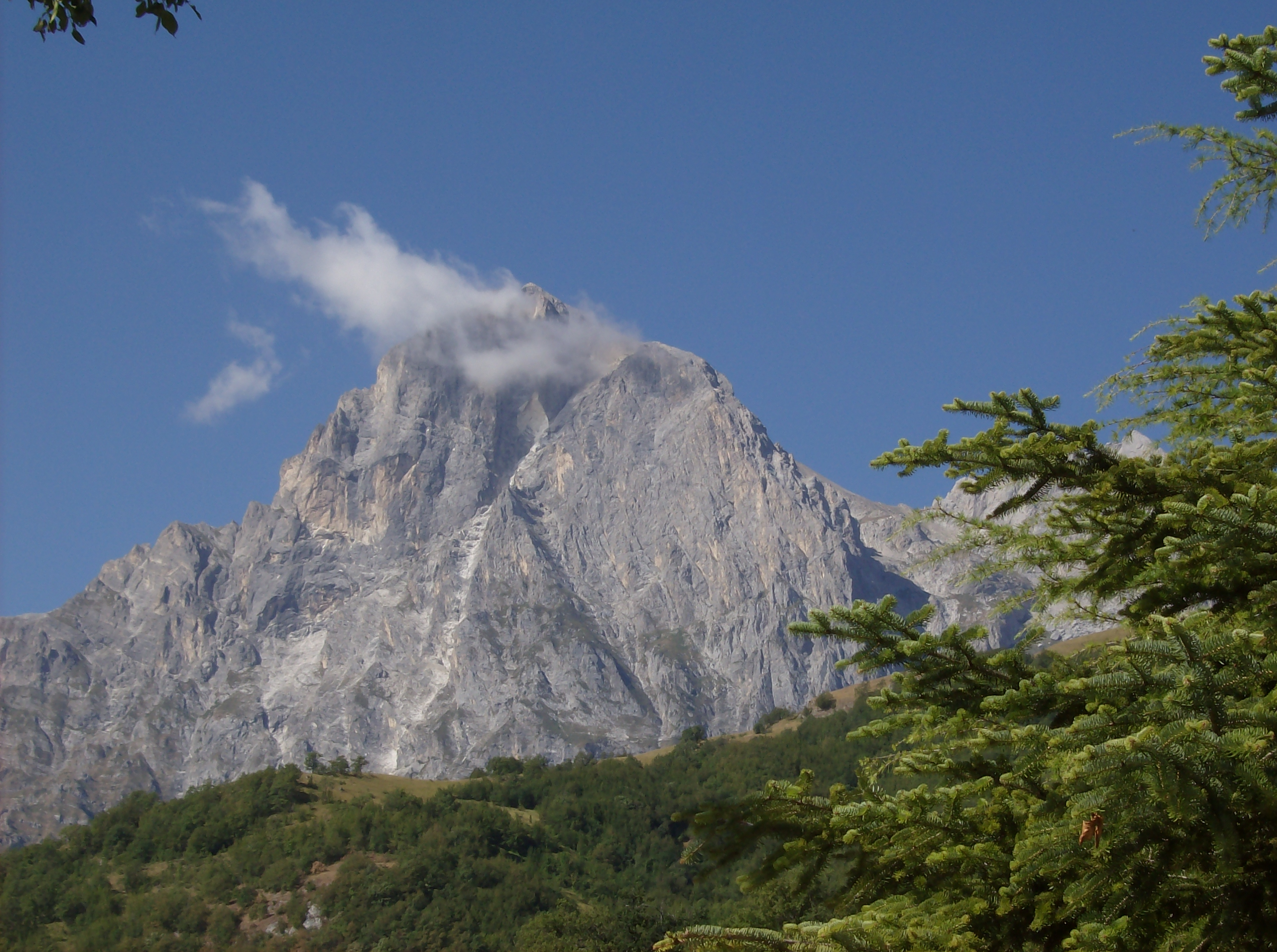
Il Gran Sasso visto dal belvedere di Forca di Valle

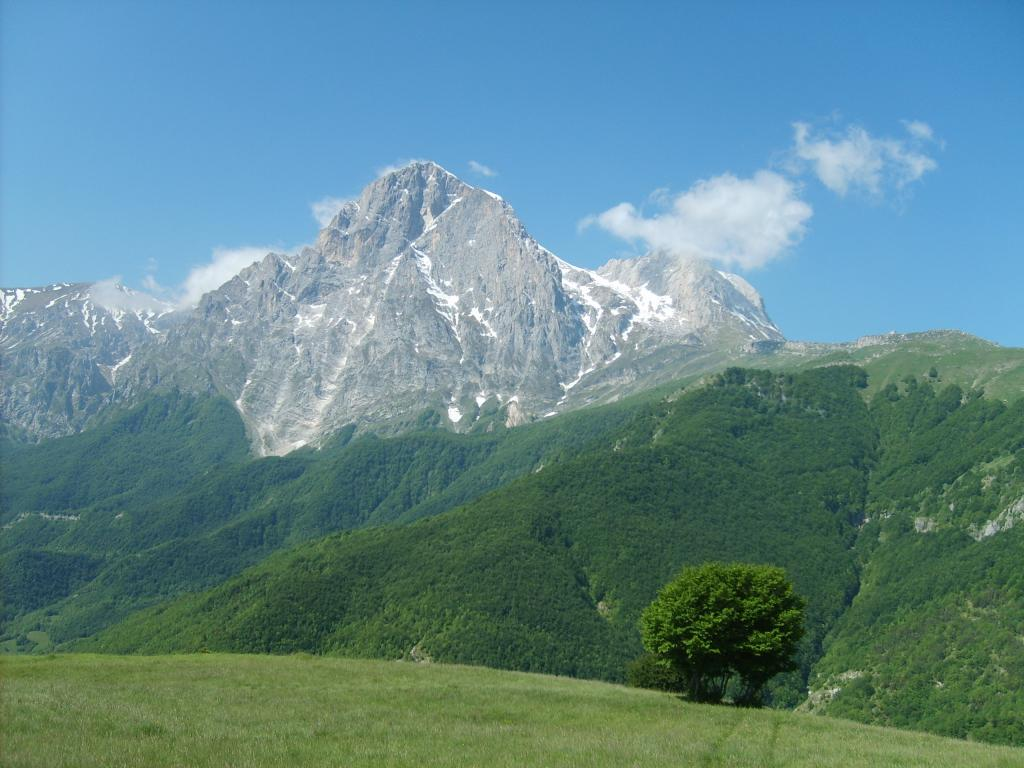
Veduta del versante teramano del Gran Sasso

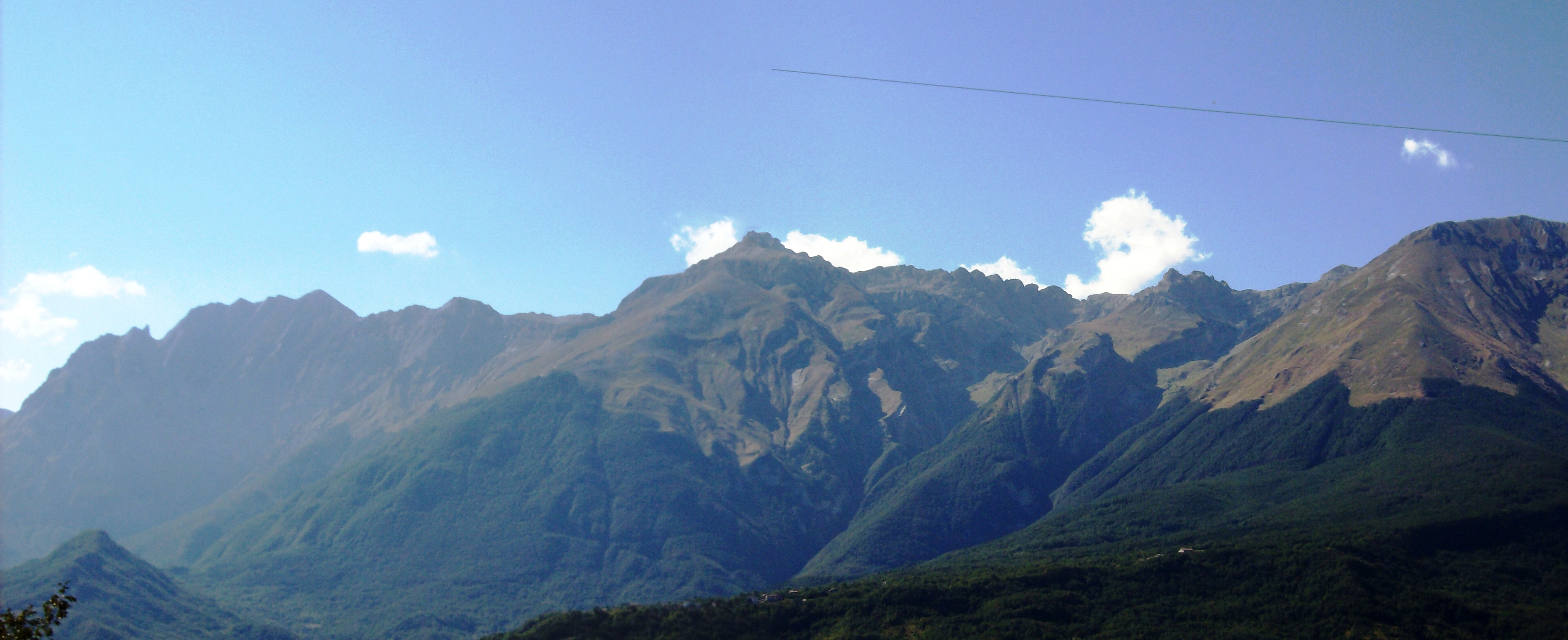
La catena vista da Forca di Valle

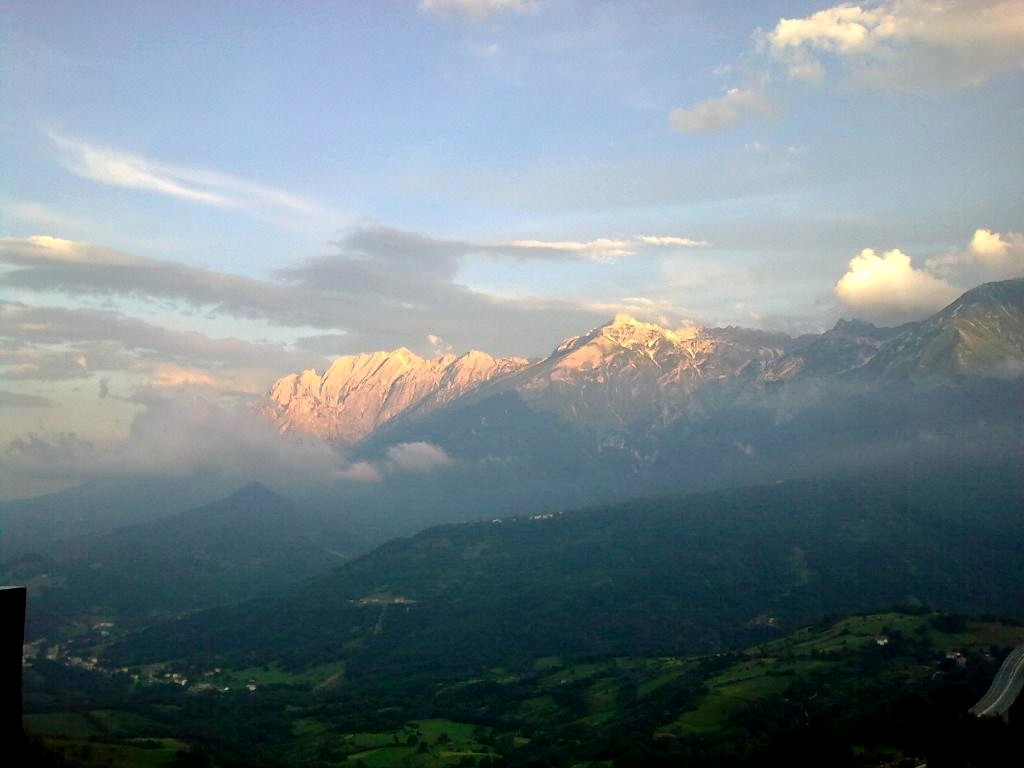
Il Monte Prena e il Monte Camicia da Forca di Valle

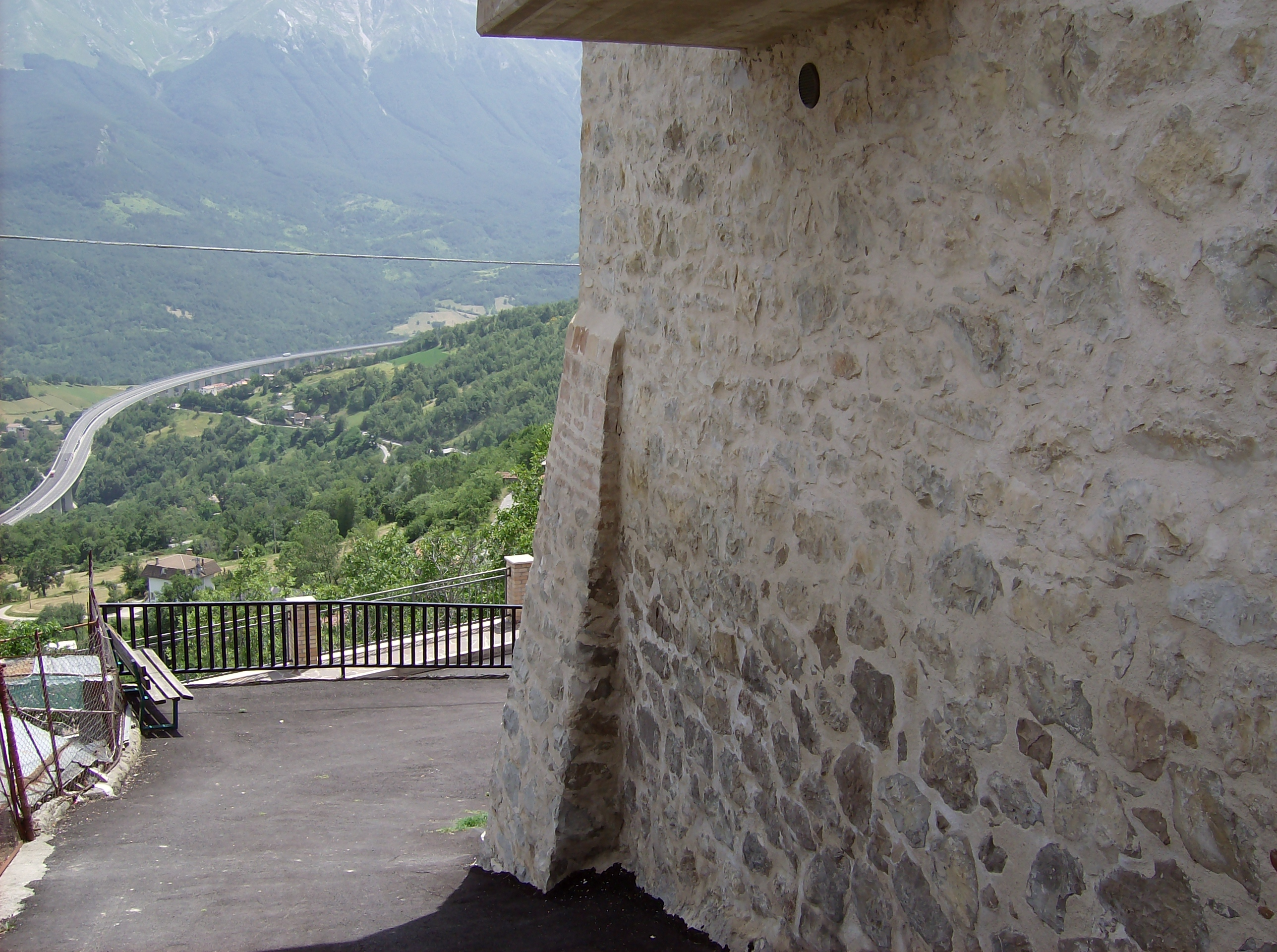
Veduta della A24 da Forca di Valle

Forca di Valle è una frazione di Isola del Gran Sasso d'Italia. Transita qui un tratto della grande Ippovia del Gran Sasso.

## Storia
Dal quaternus magne expeditionis, noto come Catalogus Baronum (1150 - 1168), che registrava la leva straordinaria "nomine proelii" nelle province di terraferma del regno normanno di Sicilia, risulta che Oderisio di Collepietro detiene "Furcam".
Nel 1273 Carlo I d'Angiò re, in Alife, nomina con mandato Egidio de sancto Liceto giustiziere di Abruzzo ultra e gli ordina di provvedere a far eseguire gli ordini fiscali già emessi inoltre di provvedere a far inviare alla Camera regia le collette raccolte e infine a segnalare ai razionali l'ammontare dell subventio generale di ciascuna terra di sua giurisdizione; include nel giustizierato di Abruzzo ultra "Furca".
Nel 1419 Giovanna II regina vende a Francesco Riccardi di Ortona, Forca, assieme ad altri castelli della Valle; ma questi li rende subito dopo in cambio del castello di Pescara. Nel 1454 Alfonso V d'Aragona conferma a Giacomantonio Orsini, alla morte del padre Giovanni il possedimento di Forca. Nel 1479 nell'atto di procura, redatto in Napoli il XII. 17, per l'acquisizione "baronie Vallorum Siciliane" da parte di Pardo Orsini, che l'aveva acquistata da Antonello Petrucci in occasione del suo matrimonio. Nel 1496 Forca è unita al Contado aquilano.
Nel 1502 Luigi XII restituisce a Pardo Orsini le terre, i titoli e i diritti che egli vantava in Abruzzo Ultra e Citra; nell'elenco menziona la terra di "Furce". Nel 1526 con privilegio di investitura, Carlo V imperatore, nomina Ferdinando de Alarcon marchese della "Valle Siciliana", fino ad allora baronia infeudata a Camillo Pardo Orsini: tra le terre che costituiscono il feudo è "Furca", essa conta in quest'anno 66 fuochi. Nel 1540, mentre è signore di Forca lo spagnolo Pietro Saga, l'università di Forca compila e riforma i capitoli e gli statuti già esistenti, stabilendo una serie di nuove norme. 
Così le sintetizza l'Antinori: erano in tutto cento e sette. Come quelli delle terre convicine, così questi accennano molto simili regolamenti, e se ne ritrae, che quel Castello retto era da un Camerlengo, e da un Giudice, eletti per trimestre, ch'amministravano ragioni in Corte il Martedì, e il Sabato, a i Castellesi, ed ogni giorno pe Forestieri, che comparissero. Stavano a Sindicato finito l'uficio. Eleggeva anche il popolo due Massari, e pure trimestri: 9 Balii ogni mese. Conoscevano, ed eseguivano nelle cause di debiti, di danni dati, di fraudi d'ingiurie, e simili. Era però il Castello soggetto alla Giurisdizione del Capitano di giustizia della valle Siciliana, e ad altri regi Ufiziali nei casi non compresi in quei capitoli, e cedeva in pena chi pè compresi accusasse a quel Capitano in pregiudizio della Giurisdizione del Camerlengo. Questo, e i Giudici eleggevano i Viali, cioè misuratori delle vie pubbliche nel Castelo, e fuori, perché si mantenessero larghe quattro braccia di canna comune, e ne affiggessero i termini, riaprissero le vie chiuse, o le dirupate. I massari invigilassero, e punissero chi facesse opere servili nelle Domeniche, nella festa di S. Giusta Protettrice del luogo, e nelle altre di precetto, chi occupasse o danneggiasse prati, orti, vigne, deviasse corsi d'acque, chi non tenesse chiuse, le possessioni lungo la via della costa del Ceraso, o della chiesa di San Salvatore in sotto; chi lavorasse terreni di scadenze senza licenza chi tagliasse erbe fresche prima del 31 luglio da Collicelli in sotto. Era lecito però tagliare verso il piano delle macchie ed altre simili. Si faceva anche l'elezione de Giurati in ciascuna delle Ville, per invigilare i Bestemmiatori, e degli ingiurianti. Dovevano finalmente gli Ufiziali prescrivere i confini delle guardate di Fano, che incominciavano dal Colle d'Ecceto in sopra per dirittura al fonte del Bernardi, ae al passo dell'Aquila, e di lato il fiume Maone, dall'altro i tenimenti di S.Niccola, e da capo la Serra di Torricella. Così pure le guardate di Forca dal Fonte della Volpe, e a capo tenimento di Tossicia, e da un lato quello di Tossicia e di Forca, e a i piedi il Fossato. Si valutarono le monete correnti in quella terra; ma sembra che dopo il 1540 non si sentano che le sole Celle, soldi, carlini, tarini e grana.

### Toponimo
Il paese è detto semplicemente "Furca" nei documenti più antichi; nell'atto di vendita di Giovanna II a Francesco Riccardi, appare solo come "Castra Forchiae"; la specificazione "di Valle" o "della Valle" inizia con l'arrivo degli spagnoli (1526). Il toponimo Forca indica generalmente un valico montano; alle spalle del paese, infatti, esiste il passaggio verso Pietracamela chiamato la Forchetta (1560 m). La leggenda, invece, fa risalire il nome al fatto che in cima al paese, sotto la località detta "il Castello" ci fosse il tribunale inquisitorio della Valle Siciliana e vi si eseguissero le condanne a morte tramite impiccagione.

## Monumenti e luoghi d'interesse
L'abitato, arrampicato su una pendice fortemente scoscesa, conserva notevoli caratteri di antichità. Nella parte alta, infatti, si schiudono suggestive viuzze fiancheggiate da modeste case in pietra locale, delle quali alcune possono risalire anche al XV-XVI secolo.
La chiesa parrocchiale, dedicata a Santa Giusta, è stata rifatta completamente nel 1938, ma, certamente, esisteva già nei secoli precedenti, poiché citata dall'Antinori come depositaria degli statuti del 1540. Inoltre questa affermazione è supportata dal differente stile murario del basamento dell'edificio e dal ciborio settecentesco sull'altare maggiore. L'abitato antico si trova nella parte più alta del paese a più di 900 m s.l.m., raggiungibile tramite un'irta salita che si collega alla strada provinciale di fronte alla chiesa di santa Giusta. Presenta caratteristiche tipiche dei minuscoli borghi montani, con costruzioni in pietra locale, che si inerpicano e si incastrano tra loro.
Scendendo da Forca di Valle verso la minuscola frazione di Varano, a m.780 s.l.m., vi è la piccola Cappella della Redenzione dedicata a San Rocco. Venne eretta nel 1968 per volere di Alberto Iacovoni, esponente di una grande famiglia di Forca di Valle. La parte artistica venne curata dall'artista marchigiano, pittore e scultore, Sante Monachesi (Macerata, 1910 – Roma, 1991). L'esterno è realizzato in mattoncini rossi e pietre di fiume. L'unica piccola aula absidata contiene una modesta mensa d'altare su cui campeggiano una bella scultura in ferro ed una statua di San Rocco donata alla chiesa da devoti nel 2001.

## Escursionismo

### Ascensioni al Gran Sasso
Da Forca di Valle è possibile raggiungere Cima Alta (1706 m) e il comprensorio di Prati di Tivo attraversi sentieri montani.